# Ramlinsburg
Ramlinsburg (schweizerdeutsch: Ramschbrg) ist eine politische Gemeinde im Bezirk Liestal des Kantons Basel-Landschaft in der Schweiz.

## Geographie

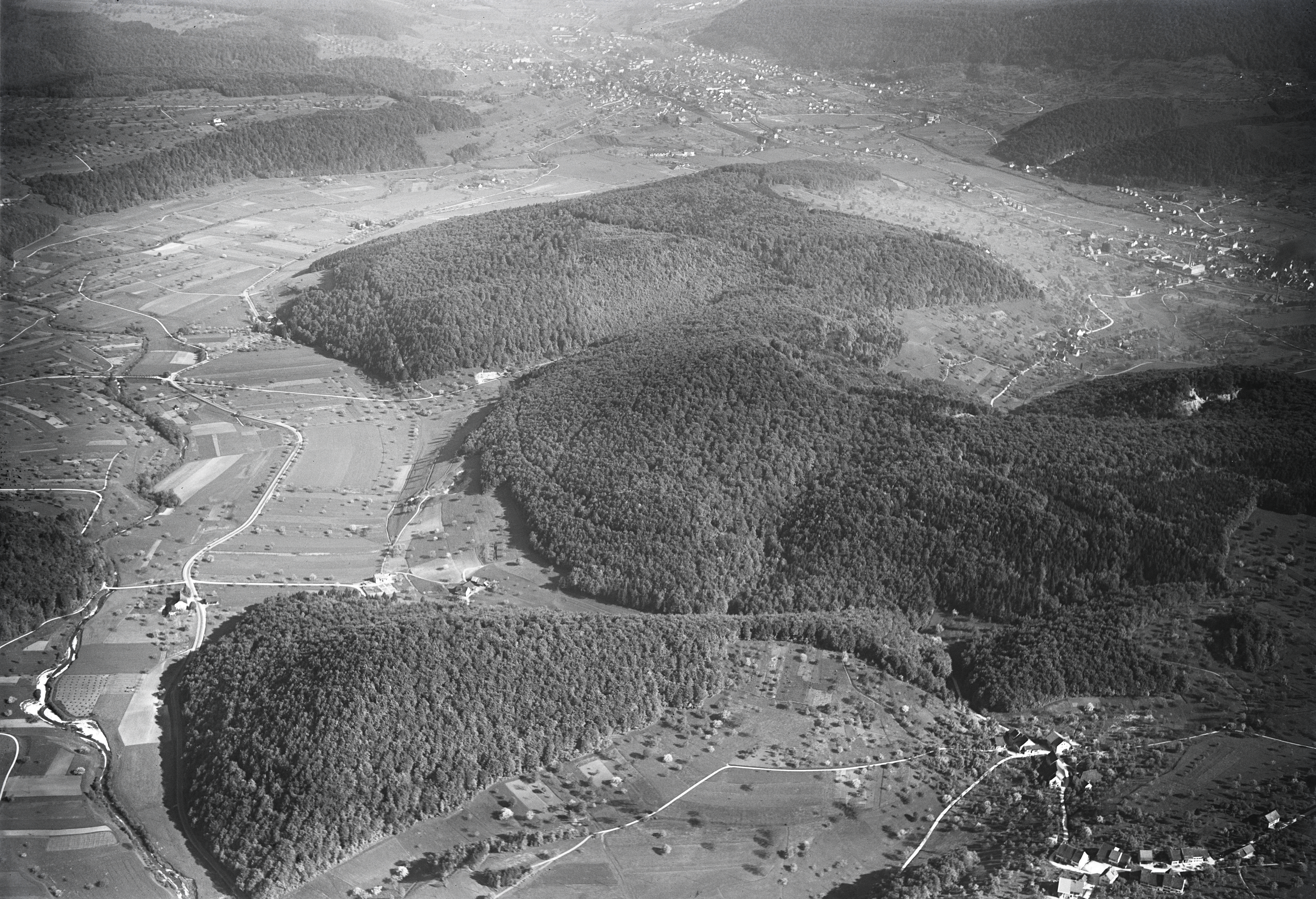
Historisches Luftbild aus 900 m von Walter Mittelholzer von 1930

Ramlinsburg grenzt an die Gemeinden Bubendorf, Hölstein, Itingen, Lampenberg, Lausen und Zunzgen.

## Geschichte
1367 wurde die Gemeinde erstmals urkundlich erwähnt: als Remlisperg. Erst zu Beginn des 19. Jahrhunderts hat sich die Endung ‑berg eingebürgert. Der Ort bestand im 15. Jahrhundert nur aus den zwei selbständigen Höfen Ober- und Niederramlisberg und gehörte Henman Sevogel. Von ihm ging der Besitz an die Stadt Basel über und entwickelte sich im 16. Jahrhundert zu einem Dorf. Seit 1987 besteht neben dem Friedhof ein ökumenisch betriebenes Gotteshaus.

## Persönlichkeiten
- Rudolf Barschai (1924–2010), Dirigent und Violaspieler, Bürger von Ramlinsburg

## Wappen
Seit 1938 hat Ramlinsburg ein offizielles Wappen. Es hat einen breiten roten Rand und zeigt in der Mitte zwei blaue Sicheln, die einander abgekehrt sind, auf goldenem Grund. Es ist das Wappen der Familie Sevogel aus Basel.